# Adzopé (underprefektur)
Adzopé är en underprefektur i Elfenbenskusten. Den ligger i departementet med samma namn, i den sydöstra delen av landet, 180 km öster om huvudstaden Yamoussoukro.